# Lúcio Tício Epídio Aquilino
Lúcio Tício Epídio Aquilino (em latim: Lucius Titius Epidius Aquilinus) foi um senador romano eleito cônsul em 125 com Marco Lólio Paulino Décimo Valério Asiático Saturnino. Aquilino foi citado numa inscrição fragmentária segundo a qual o imperador pessoalmente isentava um colégio sacerdotal (?) da cara obrigação de realizar jogos públicos.

## Família
É provável que Aquilino tenha sido pai de Pláucio Quintilo, cônsul em 159 e cunhado do imperador Lúcio Vero, e de Lúcio Tício Pláucio Aquilino, cônsul em 162. Se for este o caso, Aquilino provavelmente se casou com uma Avídia Pláucia.